# ایستگاه راه‌آهن خیابان مور بیرمنگام
ایستگاه راه‌آهن خیابان مور بیرمنگام (انگلیسی: Birmingham Moor Street railway station) یک ایستگاه راه‌آهن در بیرمنگام، انگلستان است.
این ایستگاه که در سال ۱۹۰۹ تأسیس شده جزئی از خط اصلی چیلترن است.

## نگارخانه

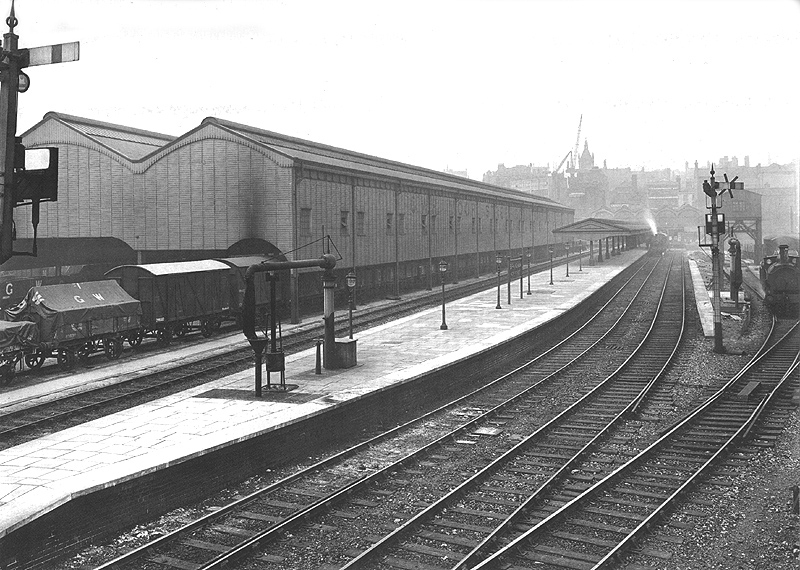
۱۹۱۵
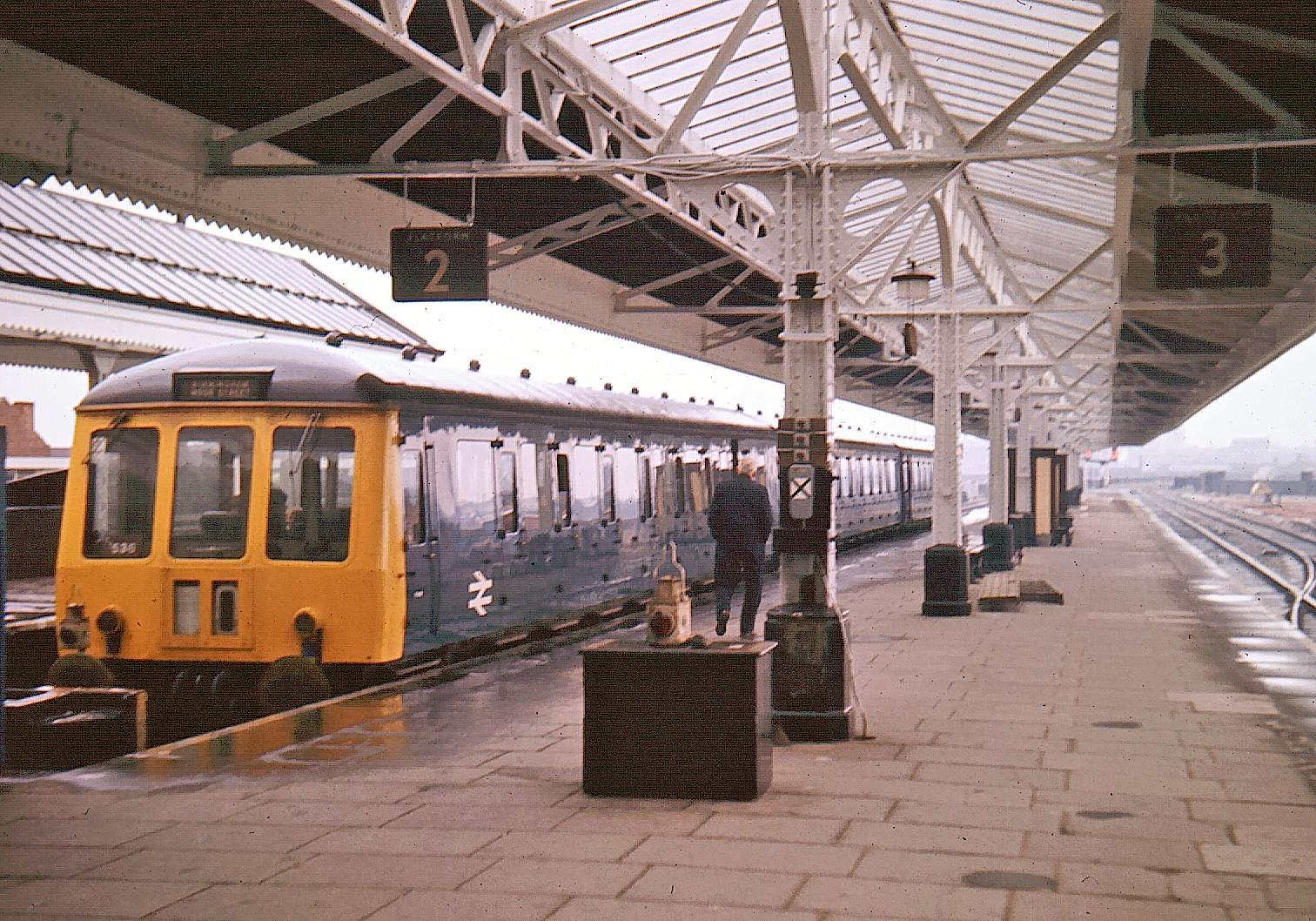
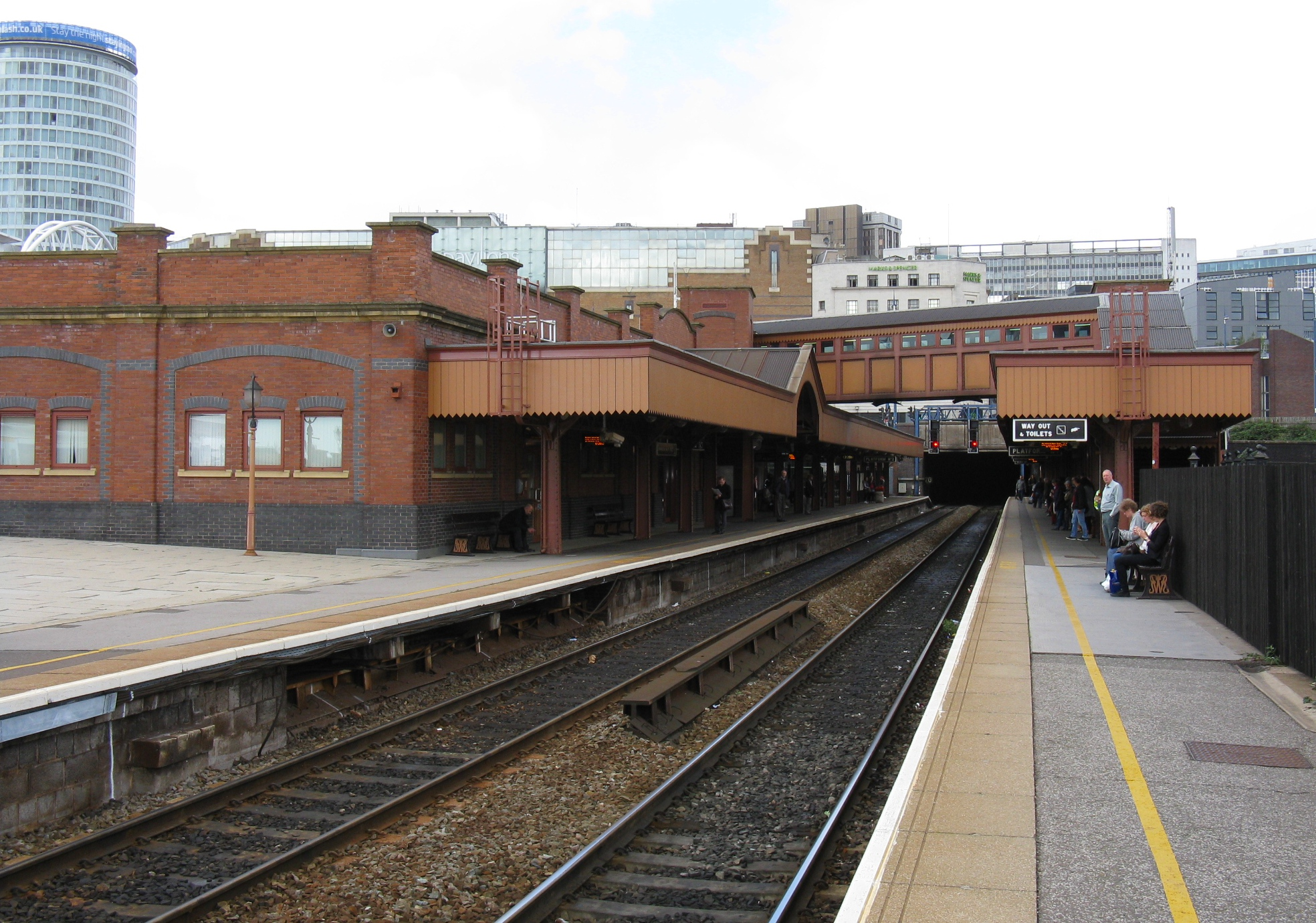
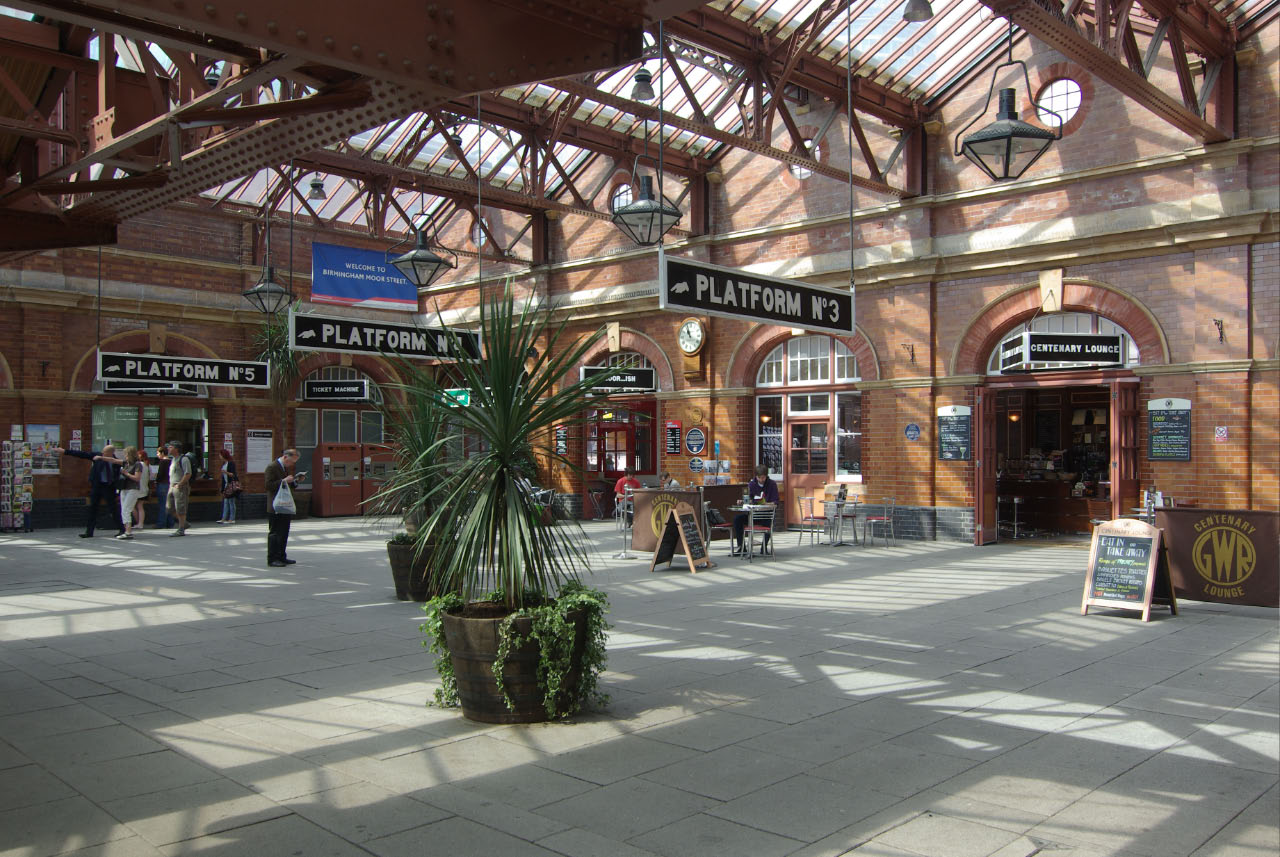
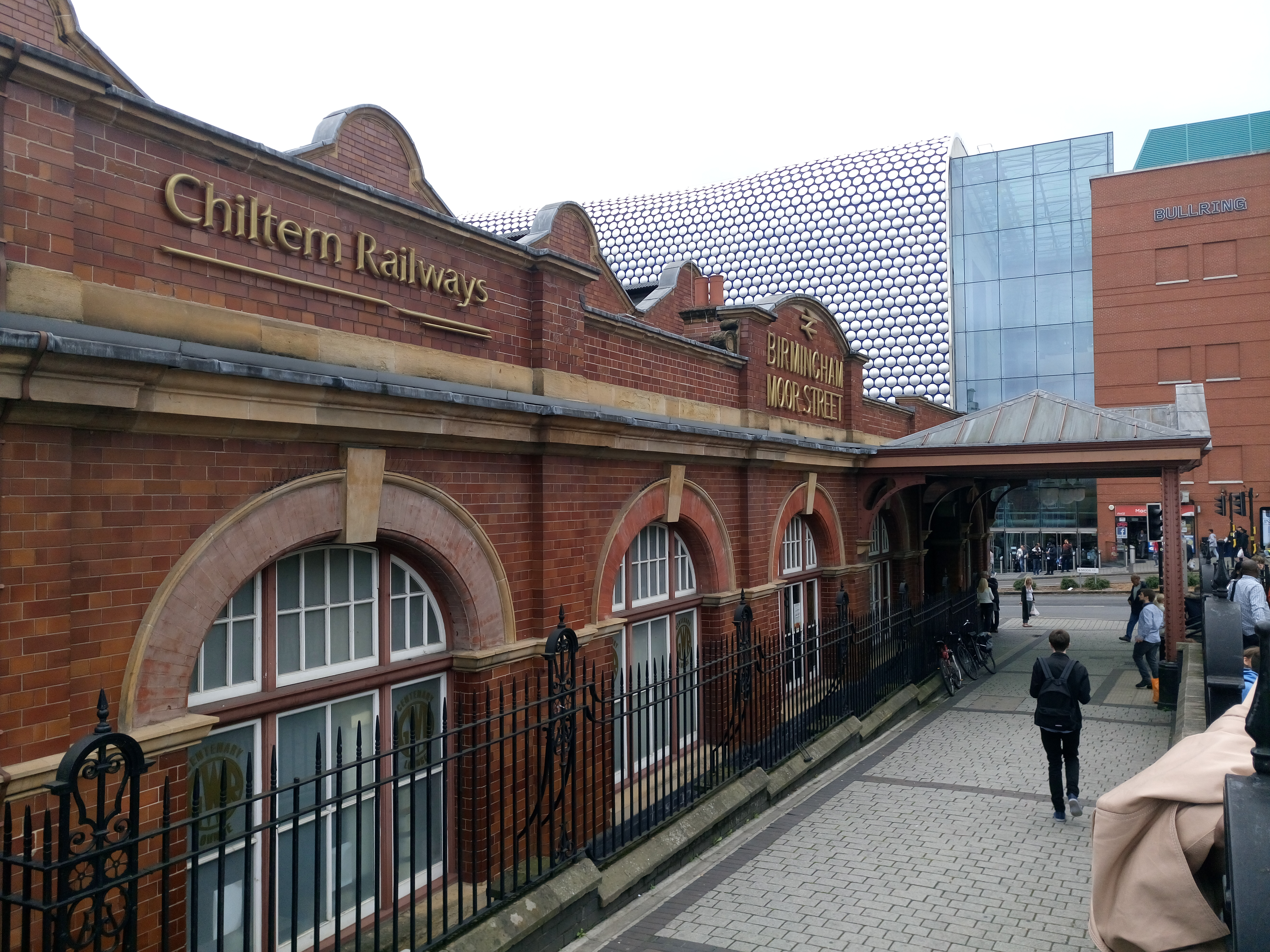
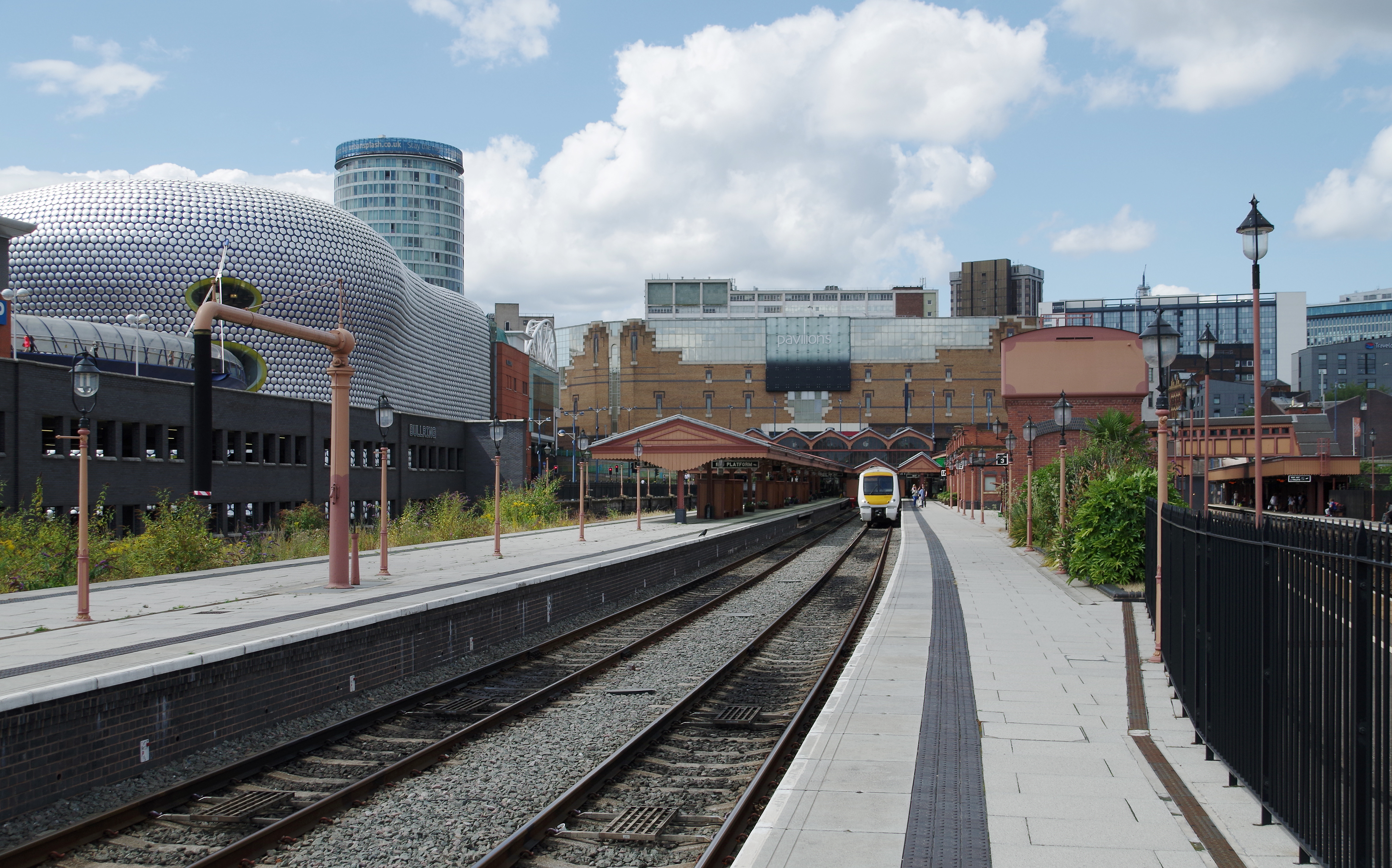